# Pardosa multivaga
Pardosa multivaga är en spindelart som beskrevs av Simon 1880. Pardosa multivaga ingår i släktet Pardosa och familjen vargspindlar. Inga underarter finns listade i Catalogue of Life.